# Зайсаны
Зайсаны, зайсанги (монг. зайсан, зайсангууд) — один из старинных монгольских родов. Потомки служилых людей, занимавших должность зайсана при дворе Великих ханов. Зайсан — древний титул, известный ещё со времён Юаньской империи, обозначает наследственного владетеля отока, улуса.

## Этноним
Этноним происходит от китайского слова zăi xiang — «цзай-сян», «канцлер, великий визирь».

## История
Слово зайсан впервые появилось в эпоху монгольского государства Юань и означало титул нойона Внутреннего дворца. Со временем оно стало общим названием служилых людей, которые занимались вопросами аудиенции к великим каганам, составлением, переводом и редакцией ханских (царских) указов. В период с XV по первую половину XVIII в. зайсанами назывались люди, занятые на службе у монгольских ханов и крупных князей. Они отвечали за подданных отоков своих хозяев, занимались их хозяйственными делами, в частности распределением пастбищ и сбором повинностей. В ином случае зайсанами назывались люди, которые выполняли обязанности исполнителей жертвоприношений. В XVIII — в начале XX вв. словом зайсан обозначались должностные лица, занимавшиеся делами подданных монгольских высших хутукт (хутукта — высший сан буддийского духовенства) и хошунных канцелярий. Некоторые потомки вышеуказанных зайсанов образовали свой род зайсан по названию должностных лиц.
Известно, что некоторые зайсаны имели родовую связь с борджигинами. В хошуне Илдэн дзасака Сэцэнхановского аймака (ныне сомон Халхгол Восточного аймака) были зарегистрированы представители рода зайсангууд кости борджигид.

### Должность зайсан у бурят
Зайсан / зайhан — младший административный чин в дореволюционной Бурятии, древний титул. Зайсаны стояли во главе отока, иногда улуса, в качестве наследственных владений.
После присоединения Бурятии к России государство долгое время не вмешивалось во внутренние дела бурят, оставив в неизменном виде их традиционную систему самоуправления. В 40-х годах XVIII века Российское государство вводит новые органы самоуправления бурят — степные конторы, которые возглавили ведомства, созданные на основе бурятских «поколений». Последние представляли собой крупные территориальные объединения (из нескольких родов). Во главе контор были поставлены прежние «главные родоначальники», возглавлявшие «поколения», которые позже стали называться «главными тайшами». Помощник тайши назывался зайсан-ноён.

## Расселение
В Монголии проживают носители следующих родовых фамилий:
- Зайсан — в Улан-Баторе и практически во всех аймаках Монголии за исключением аймаков Баян-Улгий, Дорнод и Увс[5];
- Зайсангууд — в Улан-Баторе и аймаках: Дархан-Уул и Говь-Сумбэр[6];
- Боржигон Зайсан — в аймаке Умнеговь[7].

На территории сомона Халхгол аймака Дорнод зарегистрированы представители рода зайсангууд кости борджигид.